# Psalm 131

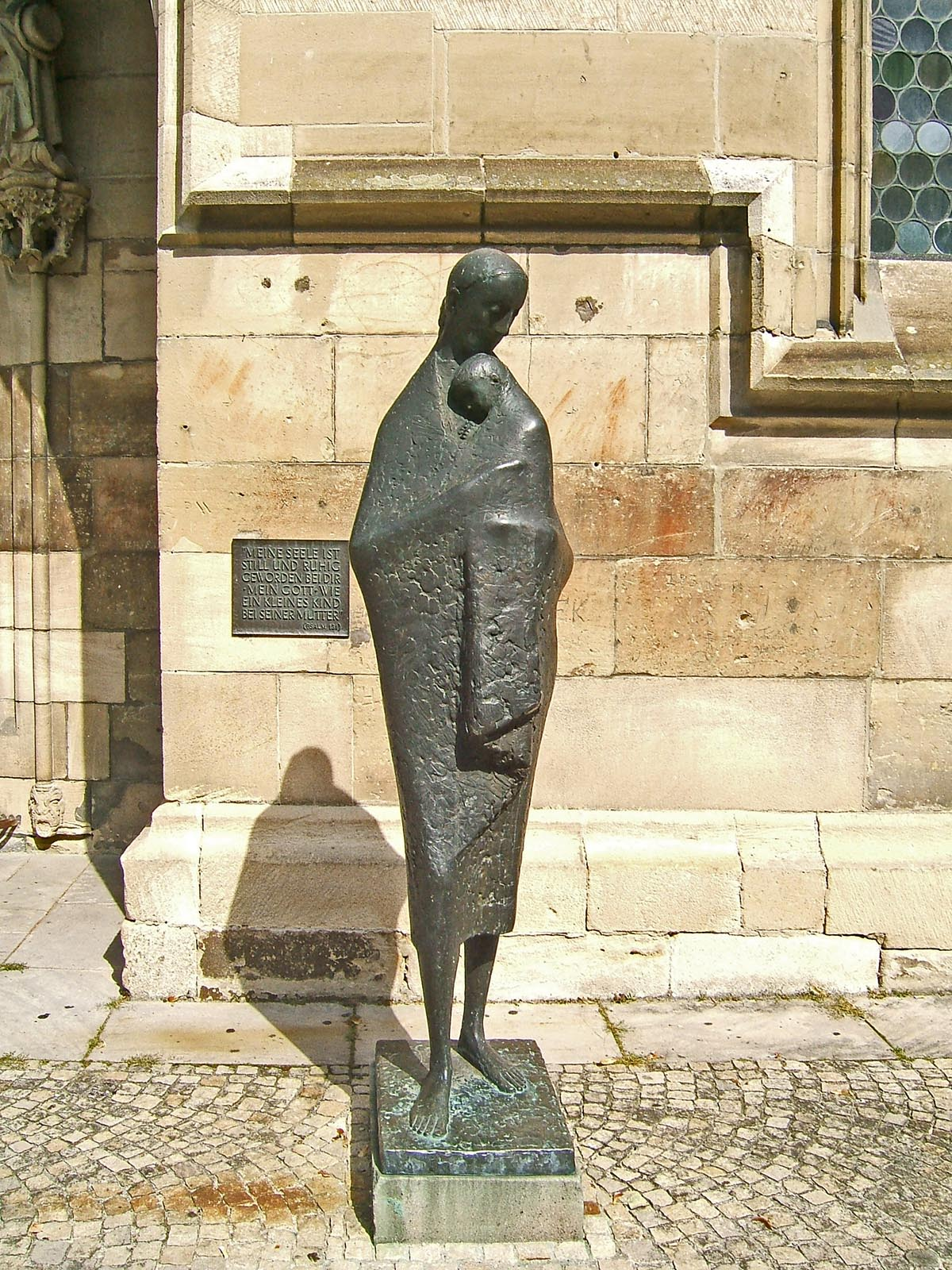
Skulptur von Fritz Nuss vor der Ev. Stadtkirche Schorndorf; im Hintergrund: Tafel mit dem Text von Psalm 131,2.

Psalm 131 ist ein poetischer, ursprünglich hebräischer Text im biblischen Buch der Psalmen. Septuaginta und Vulgata haben eine abweichende Zählung; in diesen Traditionen wird er als Psalm 130 bezeichnet. Die lateinischen Anfangsworte werden seit dem Mittelalter auch als Name für diesen Psalm gebraucht: Domine, non est exaltatum cor meum. Psalm 131 gehört zur Gruppe der Wallfahrtspsalmen.

## Inhalt

### Masoretischer Text
Psalm 131 gilt in der neueren Literatur oft als Frauentext, d. h. als weisheitlich-meditativer Text im Mund einer Beterin. Nachdem sie zwei Lebensentwürfe „Stolz“ (Vers 1)  und „Ruhe in JHWH“ (Vers 2) kontrastiert hat, entschied sich die Beterin für die zweite Option und wünscht in Vers 3 auch Israel insgesamt eine solche Ruhe in Gott. 
Der Vers 2b weist eine schwierige Syntax auf, die in der älteren Literatur durch Konjektur oder Annahme einer Dittographie vereinfacht wurde. Eine mögliche, sehr wörtliche Übersetzung lautet: 
כְּ֭גָמֻל עֲלֵ֣י אִמֹּ֑ו כַּגָּמֻ֖ל עָלַ֣י נַפְשִֽׁי׃
Wie ein Kind auf (עֲלֵי) seiner Mutter,
wie das Kind auf mir (עָלַי) bin ich.
Diese Übersetzung von Gottfried Quell, der viel Zustimmung fand, folgt der Vokalisierung der beiden עלי im Codex Leningradensis (= Biblia Hebraica Stuttgartensia). Melody D. Knowles dagegen schlägt vor, die Punktierung des zweiten עלי auch im ersten עלי zu übernehmen. Mit dieser Umvokalisierung erhält sie folgenden, besser verständlichen Text: 
Wie ein entwöhntes Kind auf mir (עָלַי), seiner Mutter,
wie das entwöhnte Kind auf mir (עָלַי) ist meine Seele.
Die Punktierung des Leningradensis sei dadurch zu erklären, dass das Ich des Beters als Mann gedacht worden sei, was im Psalter die Regel ist und zusätzlich durch die Zuschreibung an König David in der Überschrift unterstützt wird. Mit dieser Entscheidung verdunkelten die Masoreten die weibliche Stimme des lyrischen Ich. Das bedeutet aber nach Knowles nicht, dass eine Frau Psalm 131 verfasst habe; dies bleibe unentschieden.
Casper J. Labuschagne macht darauf aufmerksam, dass die Übersetzer vielfach ein Kind „bei“ seiner Mutter im Blick haben, das sie dann frei interpretieren als Kind in ihren Armen oder an ihrer Brust. Richtig sei dagegen, dass die Mutter das Kind in einem Tuch „auf“ ihrem Rücken trage. Dass kleine Kinder auch im Alten Orient so transportiert wurden, geht aus ikonographischem Material hervor.

Gefangene Syrer, Relief im Grab des Haremhab (18. Dynastie), Sakkara. Links außen: Eine Mutter trägt ihr Kind im Tragetuch auf dem Rücken und ein zweites auf den Schultern.

Klaus Seybold sieht in diesem Vers die realistische Darstellung einer Frau, die mit ihrem Kind auf dem Rücken (oder auf den Schultern) nach Jerusalem wandert: der Vers sei „das Selbstbildnis der Psalmistin auf dem Pilgerweg“. Zum Verständnis der Metapher ist nun noch zu klären, wie alt das hebräisch als גָמֻל gāmul bezeichnete Kind ist. Gesenius versteht unter גָמֻל ein entwöhntes Kind. Nach 2 Makk 7,27  wurden Kinder in hellenistischer Zeit drei Jahre lang gestillt; gemeint ist demnach in Ps 131 eher ein Kleinkind. Dagegen plädiert Erich Zenger dafür, dass nicht das nach dem Abstillen quasi bedürfnislosere Kind gemeint sei, sondern der vorher vor Hunger schreiende, nun aber durchs Stillen beruhigte Säugling.
Die modernen Übersetzungen von Ps 131,2b zeigen die Bandbreite der Interpretationen:
- Unrevidierte Einheitsübersetzung (1980) Wie ein kleines Kind bei der Mutter ist meine Seele still in mir.
- Zürcher Bibel (2007) Wie ein entwöhntes Kind bei seiner Mutter, wie das entwöhnte Kind ist meine Seele ruhig in mir.
- Neue Genfer Übersetzung (2011): Wie ein gestilltes Kind an der Brust seiner Mutter, so zufrieden ist meine Seele.
- BasisBibel (2012): Wie ein gestilltes Kind bei seiner Mutter, wie das gestillte Kind an meiner Brust – so ist meine Seele zur Ruhe gekommen.
- Revidierte Einheitsübersetzung (2016) Wie ein gestilltes Kind bei seiner Mutter, wie das gestillte Kind, so ist meine Seele in mir.
- Revidierte Lutherbibel (2017) Wie ein kleines Kind bei seiner Mutter, wie ein kleines Kind, so ist meine Seele in mir.

### Septuaginta und Vulgata

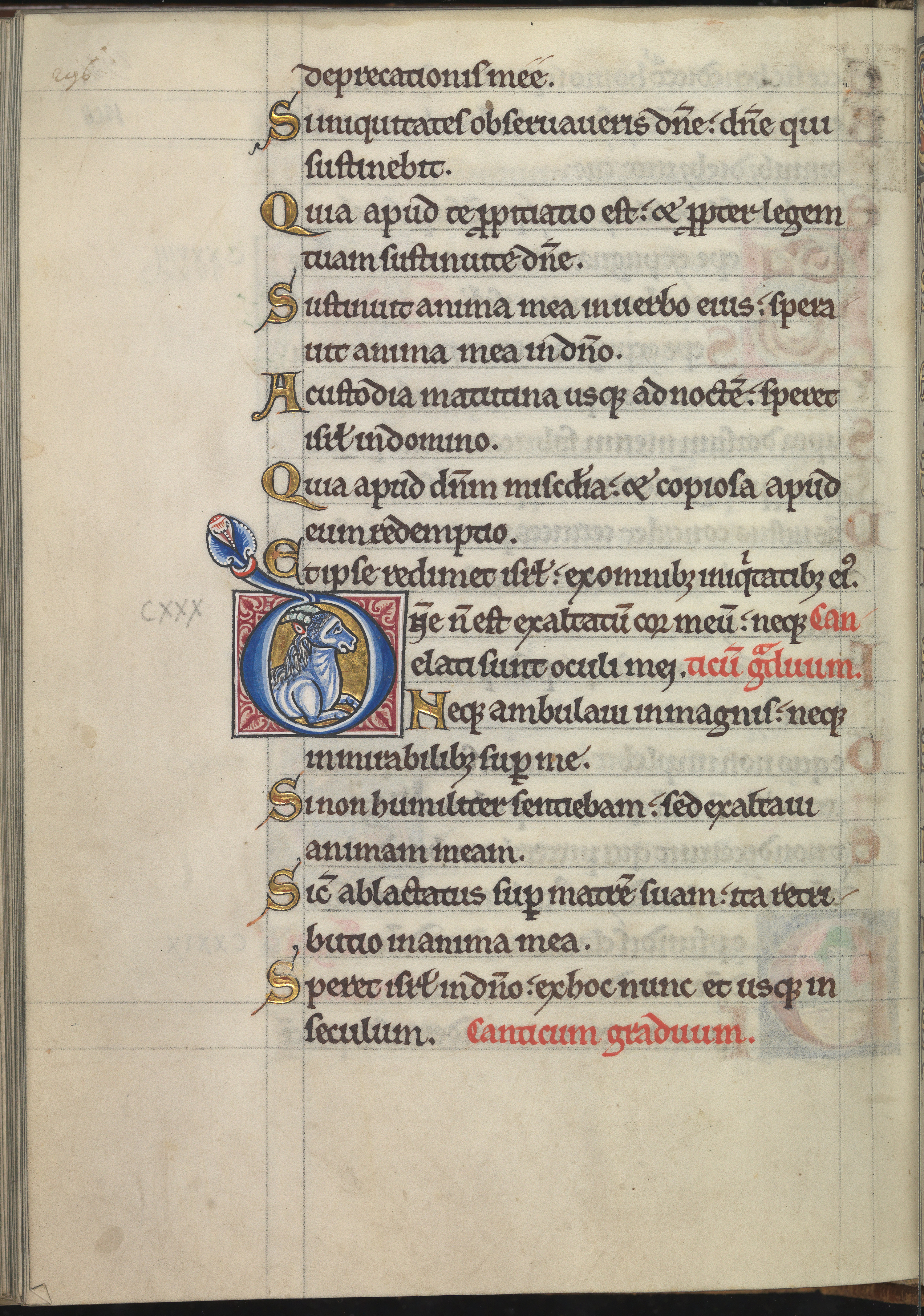
Psalm 131 (30) im Psalter der Eleonore von Aquitanien, um 1185, Königliche Bibliothek der Niederlande

Das hebräische Verb גמל g-m-l hat zwei Bedeutungen, 1. fertig werden, zur Reife bringen, entwöhnen; 2. jemand Gutes oder Böses antun, vergelten. Indem sie auf die zweite Bedeutung zugriffen, hatten die antiken Übersetzer nun freilich Schwierigkeiten, dem hebräischen Satz einen Sinn abzugewinnen.
In der Septuaginta lautet Vers 2 so: Εἰ μὴ ἐταπεινοφρόνουν ἀλλὰ ὕψωσα τὴν ψυχήν μου ὡς τὸ ἀπογεγαλακτισμένον ἐπὶ τὴν μητέρα αὐτοῦ ὡς ἀνταπόδοσις ἐπὶ τὴν ψυχήν μου. „Wenn ich nicht gering denken würde, sondern meine Seele erhöbe, (dann wäre ich) wie das entwöhnte Kind gegenüber seiner Mutter, (dann wäre deine Strafe) wie Vergeltung gegenüber meiner Seele.“
Die Vulgata folgte dem griechischen Text: Si non humiliter sentiebam / sed exaltavi animam meam / sicut ablactatum super matrem suam / ita retributio in anima mea. „Wenn ich nicht demütig gefühlt habe, sondern meine Seele erhöht habe – wie ein entwöhntes Kind über seine Mutter, so (soll es) Vergeltung (geben) für meine Seele.“ Davon abweichend übersetzte Hieronymus aus dem Hebräischen: Si non proposui et silere feci animam meam sicut ablactus ad matrem suam ita ablactata ad me anima mea. „Wenn ich es nicht erwähnt habe und meine Seele habe schweigen lassen wie ein entwöhntes Kind gegenüber seiner Mutter, so ist meine Seele mir gegenüber entwöhnt worden.“

## Rezeption

### Auslegungsgeschichte
Die Autoren der Alten Kirche lasen Psalm 131 (130) als Ausdruck christlicher Demut. Athanasius und Johannes Chrysostomos setzten diesen Psalm in Beziehung zur Aufforderung des Evangeliums, wie die Kinder zu werden (Mt 18,3 ). Johannes Cassian schrieb, dass die ägyptischen Mönche kleine, kindlich wirkende Kapuzen trugen. Sie seien „zur Kindheit, die Christus verlangt, zurückgekehrt“, was sich darin zeige, dass sie beständig diesen Psalm meditierten.
Die Benediktsregel stellte dem Kapitel über die Demut das Herrenwort Lk 14,11  voran und erläuterte es durch Psalm 131 (130). Der Psalmist hüte sich, überheblich zu sein (Vers 1). Dann folgt eine Paraphrase von Vers 2 nach der Vulgata: „Doch was wird geschehen, wenn mein Sinnen nicht demütig war, wenn ich meine Seele erhöht habe? Wie ein Kind, das seiner Mutter entwöhnt wird, so behandelst du dann meine Seele.“

### Stundengebet
Nach dem Benediktinischen Antiphonale wird Psalm 131 in der Mittagshore am Donnerstag gebetet, außerdem mittags im Commune-Offizium am liturgischen Gedenktag heiliger Frauen.

### Musik
- Heinrich Schütz: Domine, non est exaltatum cor meum. SWV 78–80
- Heinrich Schütz: Herr, mein Gemüt und Sinn du weißt. SWV 236 (Beckerscher Psalter)
- Leonard Bernstein: Chichester Psalms, dort der dritte Satz, gefolgt von Ps 133,1 als Finale.